# Adar Gusnaspe (marzobã)
Adar Gusnaspe, Adur Gusnaspe (em persa médio: 𐭢𐭱𐭭𐭮𐭯 𐭠𐭲𐭥𐭥𐭩; romaniz.: Ādar/Ādur Gušnasp) ou Atrevesnaspe (em armênio: Ատրւշնասպ; romaniz.: Atrewšnasp; m. 482) foi um general sassânida sob o xá Perozes I (r. 459–484) que exerceu a função de marzobã da Armênia de 465 a 481. Seu antecessor foi Adur Hormisda e seu sucessor foi Isaque II.

## Nome
Gusnaspe (𐭢𐭱𐭭𐭮𐭯, Gušnasp) é um nome persa médio formado por gušn (do iraniano antigo *vṛšna-), "macho", e asp, "cavalo". Nesse sentido, significa "aquele com cavalos". Foi registrado em armênio como Vesnaspe (Վշնասպ, Všnasp). Já Adur/Adar (𐭠𐭲𐭥𐭥𐭩, ādur/ādar) é a palavra em persa médio e parta para "fogo", derivada do avéstico Atar (𐬁𐬙𐬀𐬭, ātar). Foi um termo utilizado para indicar templos zoroastristas dedicados ao fogo sagrado, bem como é o nome do nono mês do calendário zoroastrista e o nono dia do mês.

## Biografia

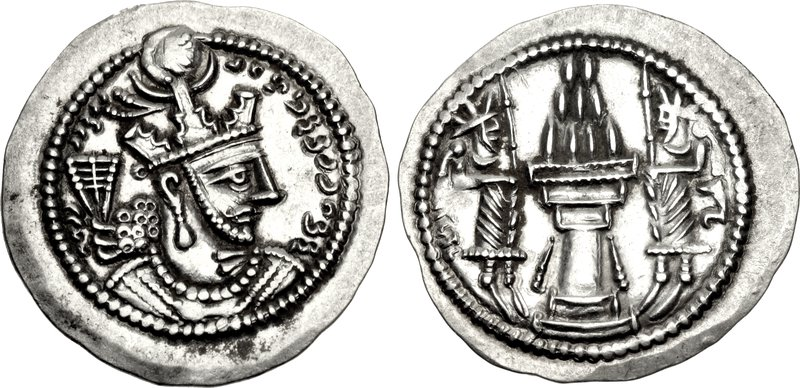
Dracma de r.

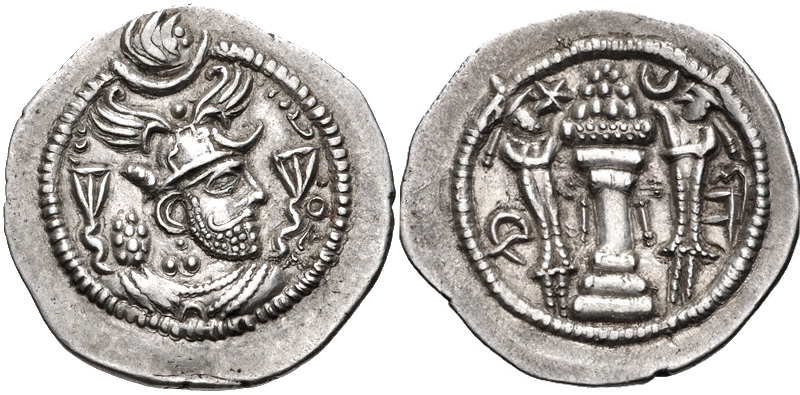
Dracma de r.

As origens de Adar Gusnaspe são incertas. Lázaro de Farpe faz menção a ele utilizando o patronímico Iosmandeano (Yozmandean), o que indica que era filho de certo Iosmande. Aparece pela primeira vez em 465 quando foi nomeado marzobã da Armênia pelo xainxá Perozes I (r. 459–484) em substituição do Adur Hormisda. O país estava na época insatisfeito com o governo sassânida zoroastrista. As políticas do xainxá anterior Isdigerdes II (r. 438–457) de integrar a nobreza cristã à burocracia, forçando-os a se converterem ao zoroastrismo, resultaram numa rebelião em larga escala em 450-451, liderada pelo líder militar Vardanes II. Embora os sassânidas tenham derrotado os rebeldes na Batalha de Avarair de 26 de maio de 451, o impacto da rebelião ainda foi sentido e as tensões continuaram a crescer. Em 482, uma reunião secreta ocorreu entre um grupo de armênios cristãos, que se preparavam para se rebelar sob a liderança de Vaanes I, um sobrinho de Vardanes.
Barsabores Amatúnio, que estava presente na reunião, informou Adur Gusnaspe sobre a revolta iminente, o que o fez abandonar a capital armênia de Dúbio e partir à fortaleza de Ani, onde ficou brevemente por um dia, e então fugiu para a cidade de Artaxata enquanto era perseguido pelos rebeldes. Eles logo sitiaram a cidade, mas Adur Gusnaspe conseguiu escapar à noite e chegou à província vizinha de Azerbaijão. Ao mesmo tempo, a discórdia estava ocorrendo entre os rebeldes, com certo Varazes Narses, príncipe de Urts, saqueando a cidade de Brenavez. Os rebeldes instalaram o aspetes Isaque II como o novo marzabã da Armênia. Reunindo uma força de sete mil soldados do Azerbaijão e seus arredores, Adur Gusnaspe retornou à Armênia. Logo entrou em confronto com uma força de 400 homens liderados por Vasaces e Babeguém perto de Acorri, uma vila ao norte do monte Ararate, mas foi derrotado e morto.